# Eligmocarpus
Eligmocarpus é um género botânico pertencente à família Fabaceae.